# ۵۳۷ (میلادی)
۵۳۷ (میلادی) پانصد و سی و هفتمین سال تقویم میلادی است.

## رویدادها
- ۲۷ دسامبر - پایان یافتن ساخت ایاصوفیه در قسطنطنیه

## درگذشتگان
‎